# Seladerma breve
Seladerma breve är en stekelart som beskrevs av Walker 1834. Seladerma breve ingår i släktet Seladerma och familjen puppglanssteklar. Arten är reproducerande i Sverige. Inga underarter finns listade i Catalogue of Life.